# Isefjorden

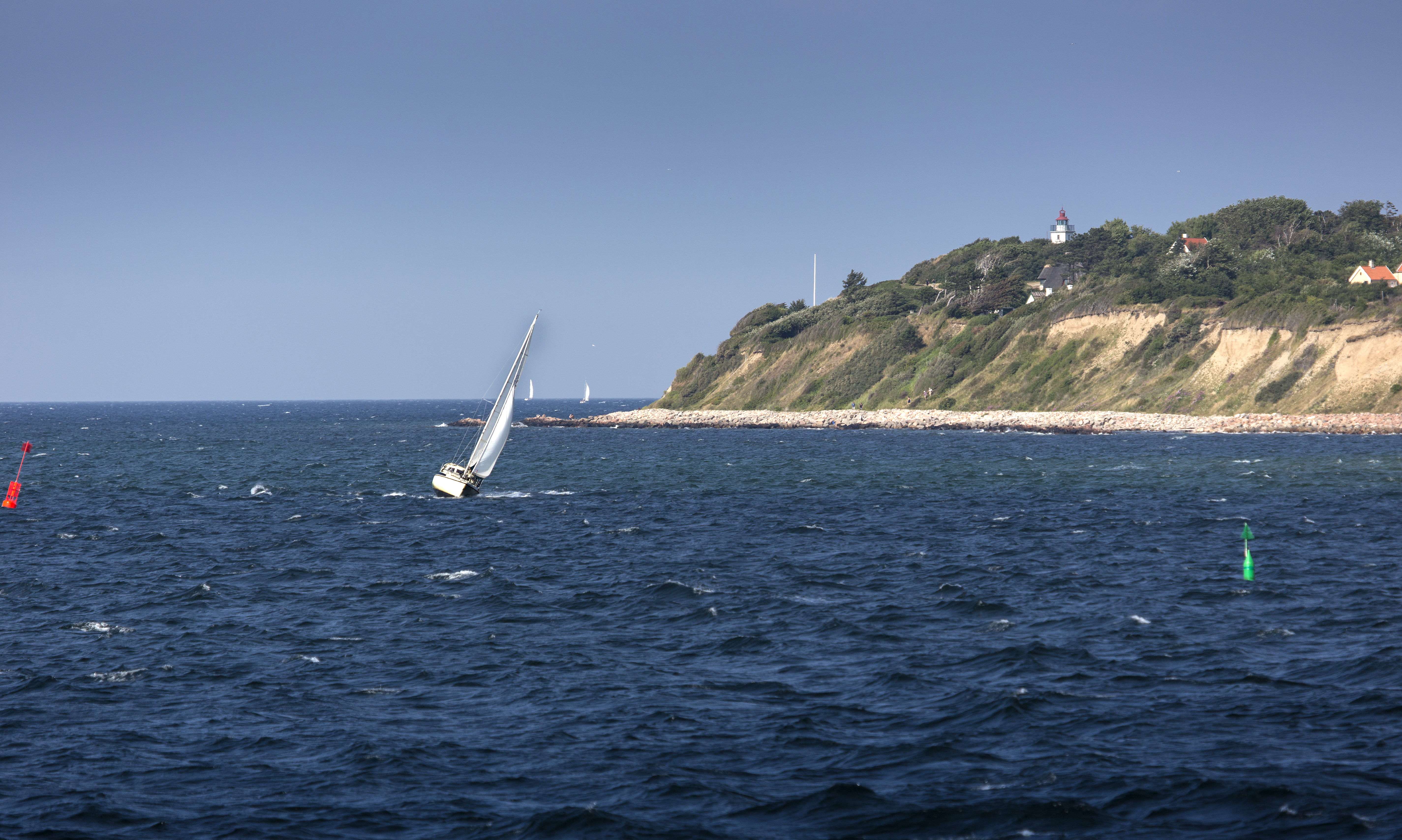
Isefjordens anslut till Kattegatt.

Ej att förväxla med Ísafjörður, på svenska ibland benämnd Isafjorden.
Isefjorden är en djup vik i Sjælland, Danmark, som flyter in i landet från Kattegatt till staden Holbæk. Fjorden ligger mellan halvöarna Odsherred i väster, Hornsherred i öster och Halsnæs i nordost. 
Längst in i Isefjorden ligger några mindre öar (bland annat Orø) och de två västliga fjordarmarna Lammefjorden och Holbækfjorden, samt den sydliga fjordarmen Tempelkrogen. Isefjorden är en tröskelfjord i och med att den är betydligt djupare längre in än vid mynningen.
Viken Roskildefjorden ligger öster om Isefjorden och mynnar i denna vid Hundested. Vikarna skiljs åt av halvön Hornsherred. Västerut ligger området Nordvästsjälland. Området öster om Isefjorden (eller Roskildefjorden, beroende på hur man definierar området) brukar kallas Nordsjälland.